# Suspect Zero
Pour plus de détails, voir Fiche technique et Distribution.
Suspect Zero est un  film américain réalisé par E. Elias Merhige, sorti en 2004.

## Synopsis
Un énigmatique tueur en série sème des cadavres dans tous les États-Unis.

## Fiche technique
- Titre : Suspect Zero
- Réalisation : E. Elias Merhige
- Scénario : Zak Penn & Billy Ray
- Musique : Clint Mansell
- Photographie : Michael Chapman
- Montage : John Gilroy & Robert K. Lambert
- Production : Gaye Hirsch, E. Elias Merhige & Paula Wagner
- Société de production et de distribution : Paramount Pictures
- Pays :  États-Unis
- Langue : Anglais
- Format : Couleur - Dolby Digital - DTS - 35 mm - 1.78:1
- Genre : Thriller
- Budget : 27 000 000 $
- Durée : 96 min
- Dates de sortie : 
  - États-Unis : 27 août 2004
  - France : 23 mars 2005
- Public : USA: R, -12 ans (France)

## Distribution
- Aaron Eckhart (VF : Guillaume Orsat) : Thomas Mackelway
- Ben Kingsley (VF : Med Hondo) : Benjamin O'Ryan
- Carrie-Anne Moss (VF : Danièle Douet) : Fran Kulok
- Harry Lennix (VF : Jacques Martial) : Rich Charleton
- Brady Coleman (VF : Hervé Bellon) : Daniel Dyson
- Kevin Chamberlin (VF : Marc Alfos) : Harold Speck
- Robert Towne (VF : Claude d'Yd) : le professeur Dates (non crédité)
- Keith Campbell : Raymond Starkey
- Frank Collison : Piper
- Julian Reyes : le policier de la route
- Chloe Russell : Loretta
- Ellen Blake : Dolly
- William B. Johnson : Mel
- Jerry Gardner : le shérif Harry Dylan
- Daniel Patrick Moriarty : Bud Granger
- Curtis Plagge : Jumbo
- Nicole DeHuff (VF : Céline Ronté) : Katie Potter
- William Mapother : Bill Grieves
- Buddy Joe Hooker : Suspect Zero

## Anecdotes
- Le film fait référence au programme "Stargate Project" du FBI, pour retrouver les lieux fréquentés par le suspect d'un crime.
- Le film a fait un flop à sa sortie en ne rentrant qu'environ la moitié des 27 000 000 de $ que sa réalisation a coûté.